# 裴景融
裴景融（495年—546年），字孔明，河东郡闻喜县（今山西省运城市闻喜县）人，出自河东裴氏的中眷裴第三房，北魏、东魏官员，裴叔义的长子。

## 生平
裴景融专心好学喜欢写文章。正光初年，裴景融被举荐为秀才，对策考试名列前茅，出任太学博士。永安年间，秘书监李季凯表奏裴景融才学出众，禀告皇帝后任命裴景融为著作佐郎，裴景融略微升任辅国将军、谏议大夫，仍然兼领著作佐郎。魏孝武帝时期，朝廷议论魏孝庄帝的谥号，裴景融建议的谥号得到认可和施行。当时魏孝武帝诏令编撰《四部要略》，命令裴景融负责，最后却没有完成。元象年间，开府仪同三司高岳征召裴景融担任录事参军。当时裴景融的弟弟裴景龙和裴景颜被弹劾送到廷尉监狱，裴景融在考选时，吏部拟任命他出任一郡太守，却被御史中丞崔暹弹劾，崔暹称裴景融他贪财昧利苟且进取，裴景融于是被免职。武定四年（546年）冬，裴景融因病去世，虚岁五十二。裴景融为人谦和退让，廉洁谨慎，与世无争，虽然才能与学问不相称，但他孜孜以求，勤编苦写，作品很多，只是有见解的不多。裴景融创作的文章，另有专集，他还创作了《邺都赋》和《晋都赋》。

## 家庭

### 曾祖
- 裴三虎，北魏义阳郡太守[3]

### 父亲
- 裴叔义，北魏司空从事中郎

### 兄弟姐妹
- 裴伯茂，东魏中军大将军、中书侍郎
- 裴景龙
- 裴景颜，东魏司空长史、保城子

### 子女
- 裴孝才，第二子，过继给裴伯茂，北齐中书舍人